# Paproć (Rudy)
Paproć – przysiółek wsi Rudy, w Polsce, w województwie śląskim, w powiecie raciborskim, w gminie Kuźnia Raciborska.
Dawna kolonia fabryczna zbudowana przez Cystersów w południowo-wschodniej części Rud nad Rudą. Przez przysiółek przechodzi droga wojewódzka nr 920 i linia zabytkowej kolei wąskotorowej Gliwice – Racibórz ze stacją Paproć.